# Pygmaeococcus morrisoni
Pygmaeococcus morrisoni är en insektsart som beskrevs av Mckenzie 1960. Pygmaeococcus morrisoni ingår i släktet Pygmaeococcus och familjen ullsköldlöss. Inga underarter finns listade i Catalogue of Life.